# Houéville
Houéville est une commune française située dans le département des Vosges en région Grand Est.
Ses habitants sont appelés les Houévillois.

## Géographie

### Localisation
Houéville est une très petite commune, bordée au nord par le Vair, à 15 km de Neufchâteau par la route, via Soulosse-sous-Saint-Élophe. Alors que le village est regroupé à 322 mètres d'altitude, des hauteurs boisées le dominent au sud.

### Géologie et relief
La commune se compose de 156,57 hectares de territoires agricoles (48,62 %) et 165,93 hectares de forêts et milieux semi-naturels (51,53 %).
Espaces naturels :
- Un espace protégé hors Natura 2000 : Maison forestière de Malavoye et forêt environnante[3],
- Deux zones naturelles d'intérêt écologique, faunistique et floristique (Znieff) :

Pays de Neufchâteau,
Forêt de Neufeys et gîte à chiroptères à Vouxey.
Inventaire national du patrimoine géologique.

### Hydrographie et les eaux souterraines
Hydrogéologie et climatologie : Système d’information pour la gestion des eaux souterraines du bassin Rhin-Meuse :
Territoire communal : Occupation du sol (Corinne Land Cover); Cours d'eau (BD Carthage),
Géologie : Carte géologique; Coupes géologiques et techniques,
 Hydrogéologie : Masses d'eau souterraine; BD Lisa; Cartes piézométriques.
La commune est située dans le bassin versant de la Meuse au sein du bassin Rhin-Meuse. Elle est drainée par le Vair,.
Le Vair, d'une longueur totale de 65,3 km, prend sa source dans la commune de Dombrot-le-Sec et se jette dans la Meuse à Maxey-sur-Meuse, en limite avec Greux, après avoir traversé 23 communes.

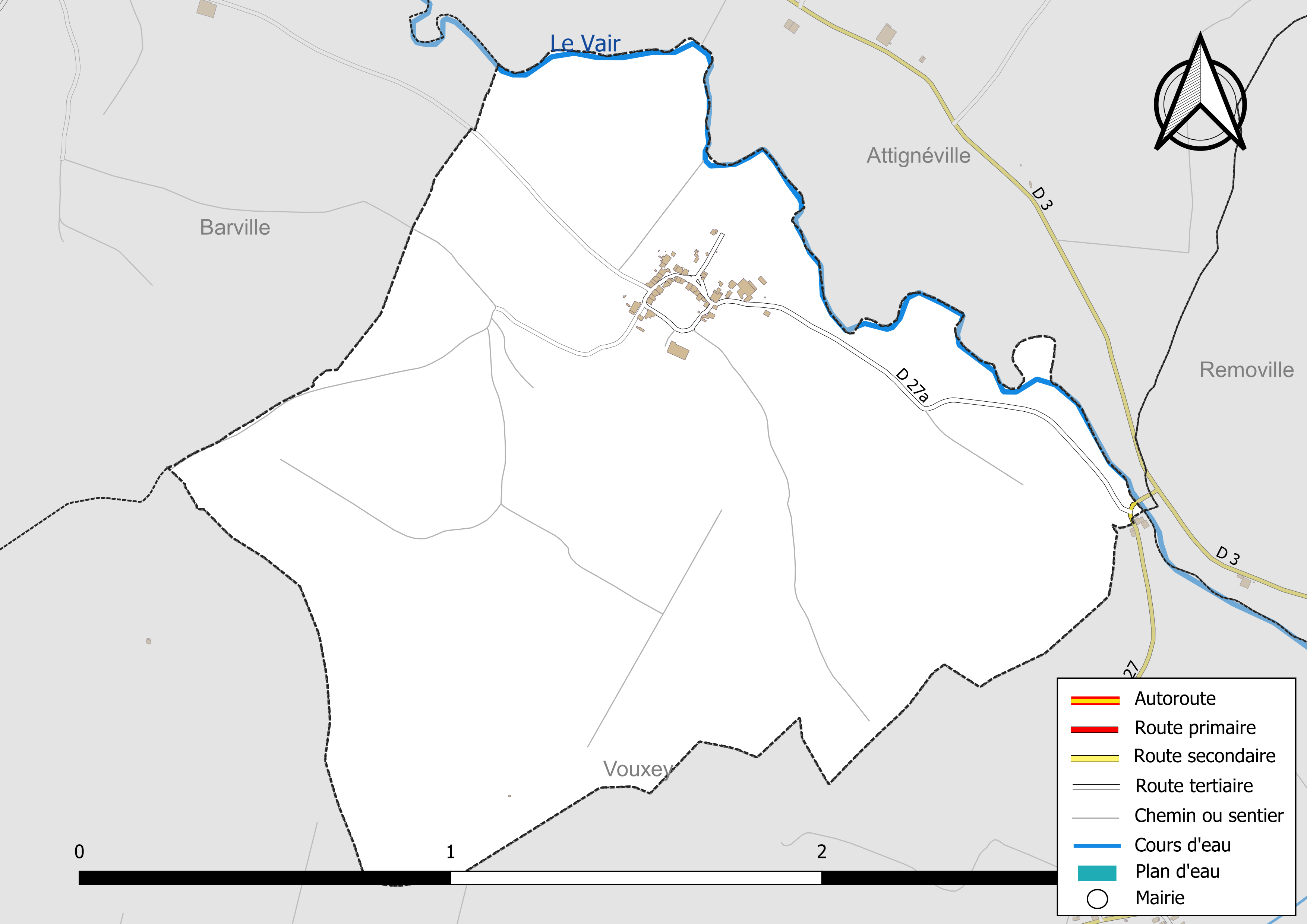
Réseaux hydrographique et routier d'Houéville.

La qualité des eaux de baignade et des cours d’eau peut être consultée sur un site dédié géré par les agences de l’eau et l’Agence française pour la biodiversité.

### Climat
Pour des articles plus généraux, voir Climat du Grand Est et Climat des Vosges.
En 2010, le climat de la commune est de type climat de montagne, selon une étude du Centre national de la recherche scientifique s'appuyant sur une série de données couvrant la période 1971-2000. En 2020, Météo-France publie une typologie des climats de la France métropolitaine dans laquelle la commune est exposée à un climat océanique altéré et est dans la région climatique  Lorraine, plateau de Langres, Morvan, caractérisée par un hiver rude (1,5 °C), des vents modérés et des brouillards fréquents en automne et hiver. 
Pour la période 1971-2000, la température annuelle moyenne est de 9,4 °C, avec une amplitude thermique annuelle de 17,1 °C. Le cumul annuel moyen de précipitations est de 946 mm, avec 13,1 jours de précipitations en janvier et 9,6 jours en juillet. Pour la période 1991-2020, la température moyenne annuelle observée sur la station météorologique de Météo-France la plus proche, « Rollainville », sur la commune de Rollainville à 5 km à vol d'oiseau, est de 10,3 °C et le cumul annuel moyen de précipitations est de 860,3 mm. 
La température maximale relevée sur cette station est de 39,6 °C, atteinte le 25 juillet 2019 ; la température minimale est de −18,2 °C, atteinte le 20 décembre 2009,,. 
Les paramètres climatiques de la commune ont été estimés pour le milieu du siècle (2041-2070) selon différents scénarios d'émission de gaz à effet de serre à partir des nouvelles projections climatiques de référence DRIAS-2020. Ils sont consultables sur un site dédié publié par Météo-France en novembre 2022.

## Urbanisme

### Typologie
Au 1er janvier 2024, Houéville est catégorisée commune rurale à habitat très dispersé, selon la nouvelle grille communale de densité à sept niveaux définie par l'Insee en 2022.
Elle est située hors unité urbaine. Par ailleurs la commune fait partie de l'aire d'attraction de Neufchâteau, dont elle est une commune de la couronne,. Cette aire, qui regroupe 72 communes, est catégorisée dans les aires de moins de 50 000 habitants,.

### Occupation des sols
L'occupation des sols de la commune, telle qu'elle ressort de la base de données européenne d’occupation biophysique des sols Corine Land Cover (CLC), est marquée par l'importance des forêts et milieux semi-naturels (52,4 % en 2018), une proportion identique à celle de 1990 (52,4 %). La répartition détaillée en 2018 est la suivante : 
prairies (37,4 %), forêts (34,6 %), milieux à végétation arbustive et/ou herbacée (17,8 %), terres arables (10,2 %). L'évolution de l’occupation des sols de la commune et de ses infrastructures peut être observée sur les différentes représentations cartographiques du territoire : la carte de Cassini (XVIIIe siècle), la carte d'état-major (1820-1866) et les cartes ou photos aériennes de l'IGN pour la période actuelle (1950 à aujourd'hui).

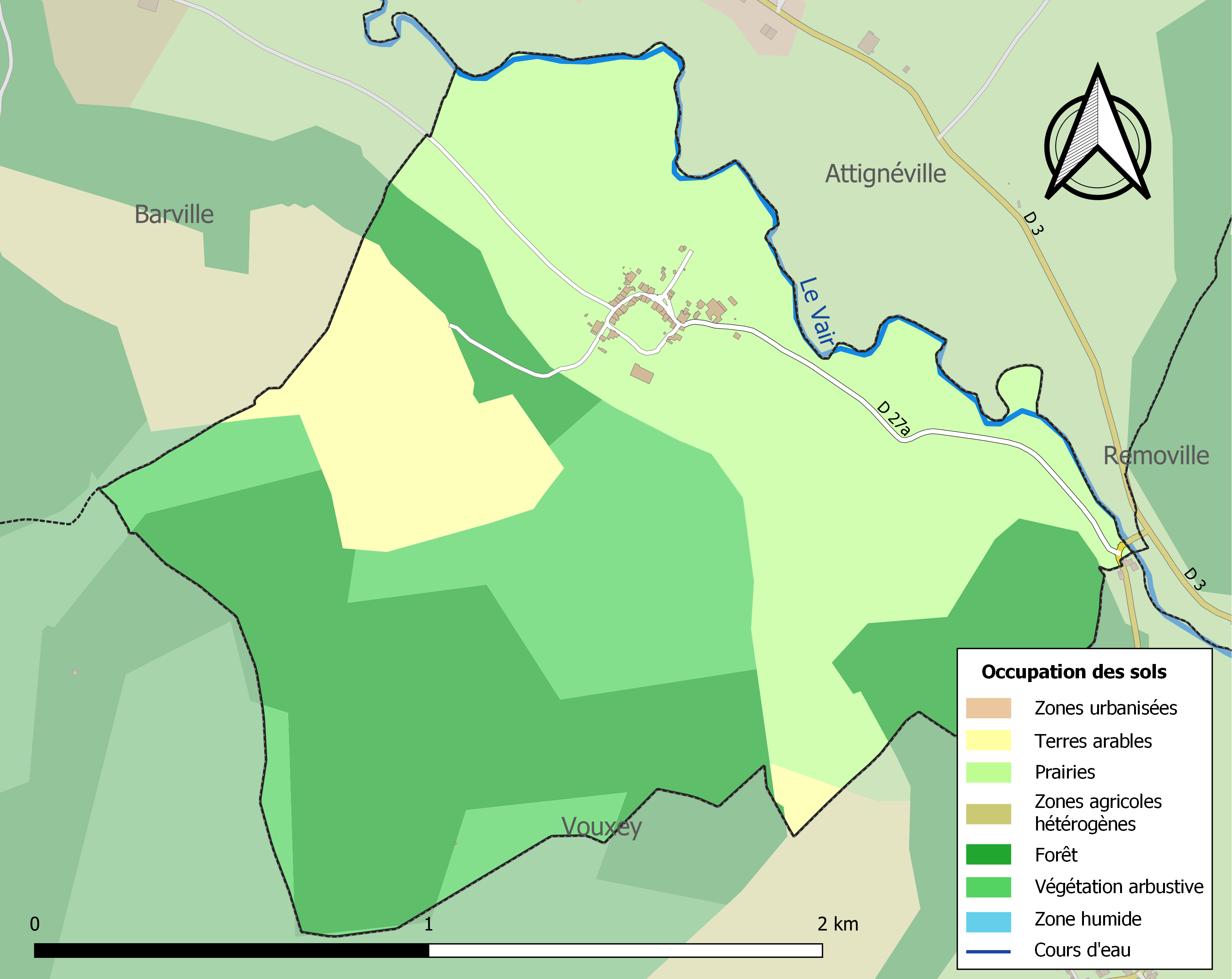
Carte des infrastructures et de l'occupation des sols de la commune en 2018 (CLC).

### Voies de communications et transports

#### Voies routières
- A31 (aussi appelée autoroute de Lorraine-Bourgogne). Échangeurs Châtenois, Bulgnéville, Colombey-les-Belles.

#### Transports en commun

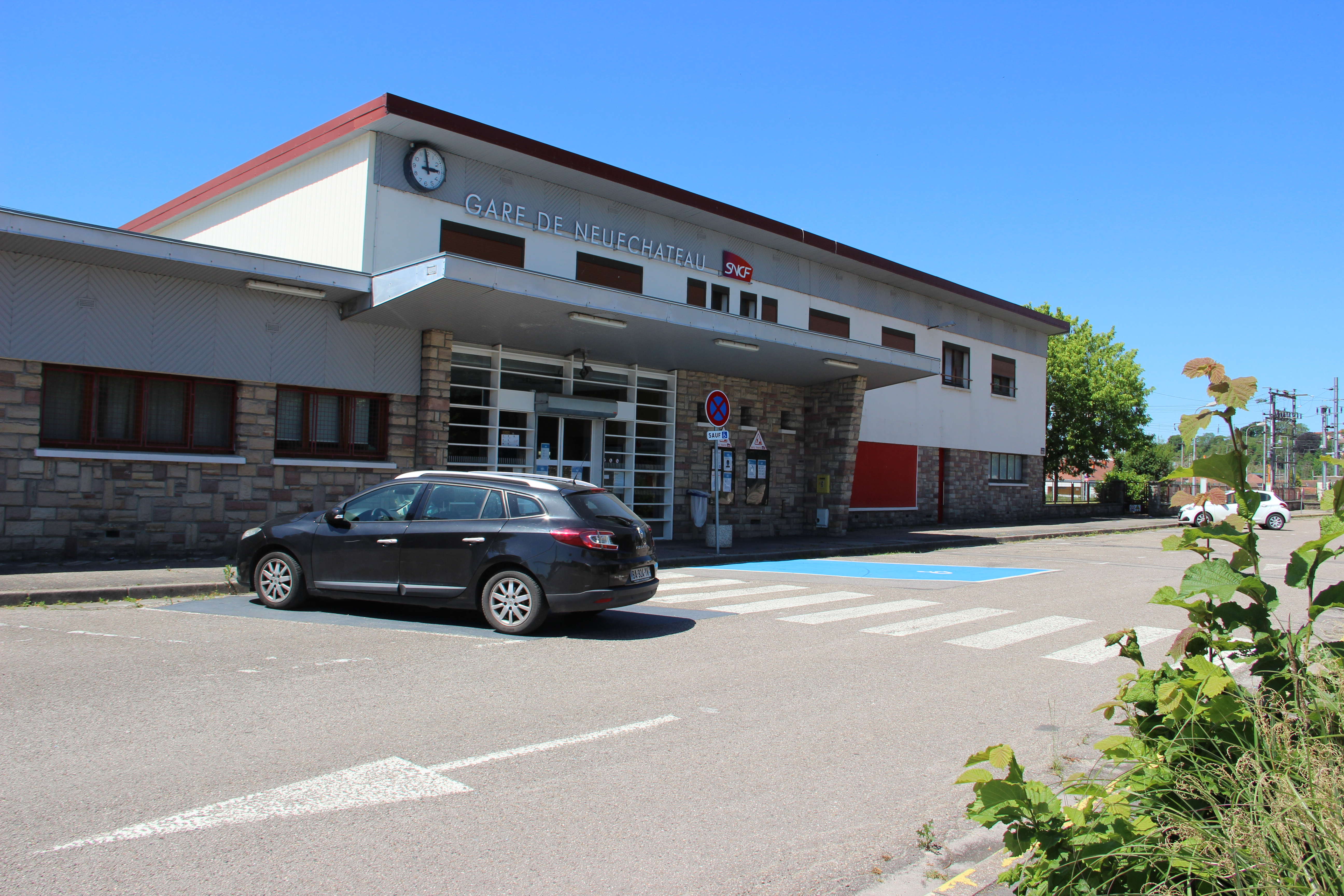
Gare de Neufchâteau.

- Fluo Grand Est.

#### Lignes SNCF
- Gare de Neufchâteau
- Gare de Contrexéville
- Gare de Vittel

#### Transports aériens
- L'Aéroport d'Épinal-Mirecourt « Vosges Aéroport ».

À partir de l'été 2021, l’aéroport d’Épinal-Mirecourt est devenu le "pélicandrome" de la Zone Est et servira ainsi de base de ravitaillement et d’intervention pour les avions bombardiers d’eau connus sous le nom de Dash 8.
- Aéroport de Nancy-Essey.

## Toponymie
Le nom de la localité est attesté sous les formes Valheri villam (1116) ; Apud Vaheville (1179) ; Apud Hauelvile (1187) ; Vaheirivillam (1203) ; Vaiheivillam (1204) ; Vaheville (1211) ; Apud Vohevillam (1226) ; Wahevile (1233) ; Waheville (1268) ; Oheyville (1295) ; Wohevilla, Woevilla (1402) ; Hoeyville (1426) ; Howeyville (1426) ; Houeville (1459) ; Hoeville (avant 1466) ; Noueville (1656) ; Houevilla (1768) ; Ouëville (1790).

w- a été prononcé ou- et écrit Hou-.

L'élément final -ville, employé au sens de « domaine rural », puis « agglomération rurale, village », est caractéristique du Moyen Âge.

## Histoire
De 1790 à l’an IX, Houéville a fait partie du canton de Vouxey, dans le district de Neufchâteau.

## Politique et administration
| Période                                  | Période    | Identité                  | Étiquette | Qualité     |
| ---------------------------------------- | ---------- | ------------------------- | --------- | ----------- |
| Les données manquantes sont à compléter. |            |                           |           |             |
| mars 1965                                | mars 2001  | Marcel Mourot (1931-2021) |           | Agriculteur |
| mars 2001                                | mars 2008  | Daniel Mourot             |           |             |
| mars 2008                                | avril 2014 | Élisabeth Roger           |           |             |
| avril 2014                               | En cours   | Damien Larges             |           | [ 24 ]      |

### Budget et fiscalité 2023

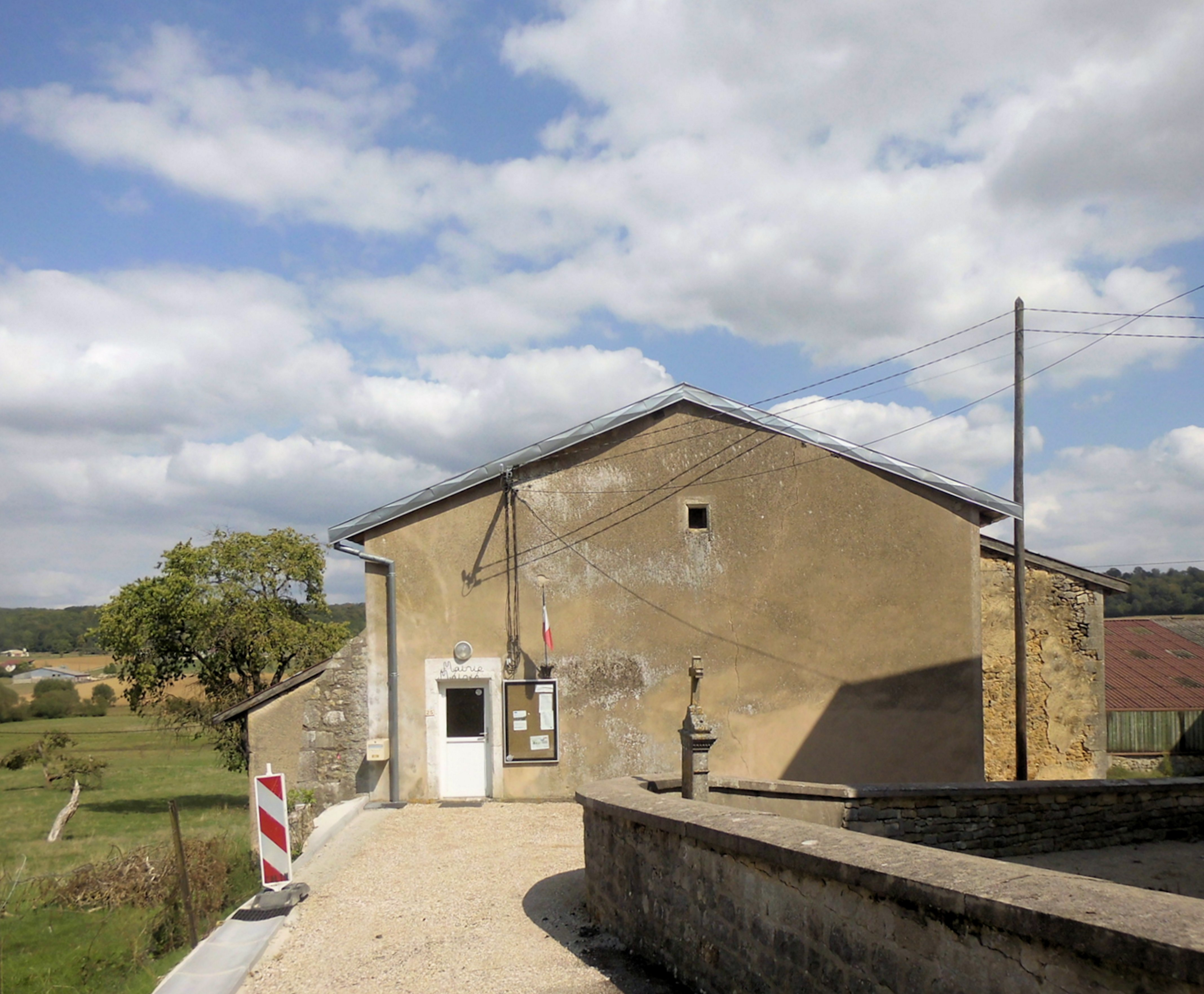
La mairie.

En 2023, le budget de la commune était constitué ainsi :
- total des produits de fonctionnement : 47 000 €, soit 1 058 € par habitant ;
- total des charges de fonctionnement : 53 000 €, soit 1 212 € par habitant ;
- total des ressources d'investissement : 11 000 €, soit 249 € par habitant ;
- total des emplois d'investissement : 7 000 €, soit 152 € par habitant ;
- endettement : 0 €, soit 0 € par habitant.

Avec les taux de fiscalité suivants :
- taxe d'habitation : 19,36 % ;
- taxe foncière sur les propriétés bâties : 32,28 % ;
- taxe foncière sur les propriétés non bâties : 18,59 % ;
- taxe additionnelle à la taxe foncière sur les propriétés non bâties : 0,00 % ;
- cotisation foncière des entreprises : 0,00 %.

Chiffres clés Revenus et pauvreté des ménages en 2021 : médiane en 2021 du revenu disponible, par unité de consommation.

## Économie

### Entreprises et commerces

#### Commerces
- Commerces et services de proximité[27].

## Population et société

### Démographie

#### Évolution démographique
L'évolution du nombre d'habitants est connue à travers les recensements de la population effectués dans la commune depuis 1793. Pour les communes de moins de 10 000 habitants, une enquête de recensement portant sur toute la population est réalisée tous les cinq ans, les populations de référence des années intermédiaires étant quant à elles estimées par interpolation ou extrapolation. Pour la commune, le premier recensement exhaustif entrant dans le cadre du nouveau dispositif a été réalisé en 2005.

En 2022, la commune comptait 43 habitants, en évolution de −10,42 % par rapport à 2016 (Vosges : −2,96 %, France hors Mayotte : +2,11 %).
| 1793 | 1800 | 1806 | 1821 | 1831 | 1836 | 1841 | 1846 | 1856 |
| ---- | ---- | ---- | ---- | ---- | ---- | ---- | ---- | ---- |
| 180  | 192  | 199  | 203  | 223  | 217  | 225  | 219  | 181  |

| 1861 | 1866 | 1876 | 1881 | 1886 | 1891 | 1896 | 1901 | 1906 |
| ---- | ---- | ---- | ---- | ---- | ---- | ---- | ---- | ---- |
| 179  | 175  | 162  | 136  | 126  | 119  | 110  | 105  | 95   |

| 1911 | 1921 | 1926 | 1931 | 1936 | 1946 | 1954 | 1962 | 1968 |
| ---- | ---- | ---- | ---- | ---- | ---- | ---- | ---- | ---- |
| 87   | 68   | 64   | 59   | 56   | 49   | 43   | 41   | 40   |

| 1975 | 1982 | 1990 | 1999 | 2005 | 2006 | 2010 | 2015 | 2020 |
| ---- | ---- | ---- | ---- | ---- | ---- | ---- | ---- | ---- |
| 37   | 32   | 33   | 47   | 39   | 38   | 42   | 41   | 43   |

| 2022 | - | - | - | - | - | - | - | - |
| ---- | - | - | - | - | - | - | - | - |
| 43   | - | - | - | - | - | - | - | - |

### Enseignement
Établissements d'enseignements :
- Écoles maternelles et primaires à Rainville, Soulosse-sous-Saint-Élophe, Rouvres-la-Chétive, Châtenois, Neufchâteau.
- Collèges à Châtenois, Neufchâteau, Mandres-sur-Vair, Liffol-le-Grand.
- Lycées à Neufchâteau, Mandres-sur-Vair, Contrexéville.

### Santé
Professionnels et établissements de santé :
- Médecins à Neufchâteau, Châtenois, Vicherey, Coussey[33].
- Pharmacies à Neufchâteau, Châtenois, Vicherey, Coussey[34].
- Hôpitaux à Neufchâteau, Vittel[35].

### Cultes
- Culte catholique, Paroisse Saint-Jean-Baptiste-au-Pays-de-Châtenois[36], Diocèse de Saint-Dié.

## Culture locale et patrimoine

### Lieux et monuments
- Église Saint-Agnan[37].

Le mobilier de l'église paroissiale Saint-Agnan.
* tombeau de la famille Chrétien.
* tombeau de Jean Claude Gérardin.
* ensemble de 11 bancs de fidèles.
* tableau : saint François d'Assise, saint François de Paule, saint François Xavier.
* tableau : Vierge à l'Enfant.
* bâton de procession (statuette) : Immaculée Conception.
* 4 reliquaires (série).
- Prieuré Saint-Gérard[46].
- Patrimoine rural recensé par le service régional de l'Inventaire général du patrimoine culturel[47] : Maisons et fermes.

Lavoir rue Principale.
- Croix de carrefour[49].
- Calvaire[50].

### Personnalités liées à la commune
- Médaillés de Sainte-Hélène[51].

## Pour approfondir